# Андерсън (окръг, Южна Каролина)
Вижте пояснителната страница за други значения на Андерсън.
Окръг Андерсън (на английски: Anderson County) е окръг в щата Южна Каролина, Съединени американски щати. Площта му е 1961 km², а населението – 203 718 души (1 април 2020). Административен център е град Андерсън.